# Star Trek: En la oscuridad
Star Trek: en la oscuridad (título original en inglés: Star Trek Into Darkness) es una película de acción y ciencia ficción estadounidense de 2013 dirigida por J. J. Abrams, escrita por Alex Kurtzman, Damon Lindelof y Roberto Orci, y producida por Abrams, Kurtzman, Lindelof, Orci y Bryan Burk. Es la duodécima película de la franquicia de Star Trek y la secuela de la película Star Trek de 2009. Chris Pine, Zachary Quinto, Karl Urban, Zoe Saldaña, Anton Yelchin, Simon Pegg y John Cho vuelven a interpretar los papeles de su película anterior. Benedict Cumberbatch, Peter Weller y Alice Eve se suman al elenco principal. Fue la última aparición cinematográfica de Nimoy antes de su muerte en 2015. Ambientada en el siglo 23, la película sigue a Kirk y la tripulación del USS Enterprise mientras son enviados al mundo natal de los klingon en busca de un exmiembro de la Flota Estelar convertido en terrorista, John Harrison.
Después del lanzamiento de Star Trek, Abrams, Burk, Lindelof, Kurtzman y Orci acordaron producir su secuela. El rodaje comenzó en enero de 2012. Los efectos visuales de Into Darkness fueron creados por Industrial Light & Magic de Lucasfilm. La película fue convertida a 3D durante su etapa de postproducción.
Se estrenó en Event Cinemas en Sídney, Australia, el 23 de abril de 2013,  y se estrenó en cines IMAX en los EE. UU. el 15 de mayo de 2013, y se estrenó en cines de formato estándar al día siguiente.  Into Darkness fue un éxito financiero y recibió críticas positivas de los críticos. Sus ganancias brutas de más de 467 millones de dólares en todo el mundo la han convertido en la película con mayor recaudación de la franquicia Star Trek. Fue nominada a Mejores efectos visuales en la 86.ª edición de los Premios de la Academia. Le siguió Star Trek Beyond en 2016.

## Argumento
El USS Enterprise ha sido enviado a un planeta de clase M en el sistema de Nibiru para observar una civilización primitiva. Cuando el primer oficial Spock pone su vida en peligro, el capitán James T. Kirk, para salvar a Spock, lleva a cabo una acción en la que el Enterprise se expone a la vista de los habitantes primitivos de Nibiru, lo cual es una violación de la Primera Directiva. Llamado a la Tierra, Kirk es degradado a primer oficial del Enterprise, con su predecesor, el almirante Christopher Pike, quien regresa a su puesto de comandante, y Spock es asignado a otra nave. 
Todos los capitanes y primeros oficiales asisten a una reunión de emergencia en la Comandancia de la Flota para discutir el bombardeo de una Instalación secreta en Londres, perpetrado por el exagente de la  Flota Estelar John Harrison, Kirk afirma que el ataque era un señuelo para reunir a todos los capitanes en esa junta. La reunión es atacada por un pequeño helicóptero de combate pilotado por Harrison (como sospechaba Kirk), que mata a Pike. Kirk destruye el helicóptero, pero Harrison escapa. Con Pike muerto, Kirk solicita se vuelva a asignar el puesto de capitán del Enterprise y solicita que se promueva a Spock como su primer oficial nuevamente. Después de descubrir que Harrison ha huido al planeta natal de los Klingon, Kronos, Kirk recibe un permiso especial del almirante Alexander Marcus para dar caza a Harrison. 
El Enterprise es suministrado con 72 prototipos de torpedos de fotones de largo alcance y una orden de lanzarlos a la ubicación de Harrison, una vez que sea encontrado. Sin embargo, Scotty no está de acuerdo con estos torpedos y le dice a Kirk que no los autorizará y dice que renunciará si esos torpedos se quedan, Kirk acepta su renuncia y Scotty se queda en la Tierra, y camino a cumplir la misión Spock, McCoy y Uhura convencen a Kirk de capturar en vez de matar a Harrison.
Al llegar a Kronos, Kirk, Spock y Uhura se disponen a capturar a Harrison, pero son rodeados por klingons. Harrison ayuda a matar los klingons y se entrega después de enterarse de que 72 torpedos se dirigen a él. Volviendo al Enterprise, Harrison revela que su verdadero nombre es Khan, un superhombre genéticamente modificado que fue despertado de sus casi 300 años de animación suspendida por el almirante Marcus para desarrollar armas avanzadas para la guerra contra el Imperio Klingon. En los torpedos se encuentran cápsulas de criogenización con compañeros de Khan en el interior, que habían sido tomados como rehenes por Marcus. El Enterprise pronto es interceptado por una nave de guerra de la Federación, el USS Vengeance, diseñado por Khan y comandada por el almirante Marcus. Marcus exige que Khan le sea entregado, pero Kirk se niega. 
El Enterprise huye a velocidad warp para huir a la Tierra y entregar a Khan a la justicia, pero es atacado por el Vengeance, que posee motores warp de alto rendimiento, haciendo que la nave salga de warp a 237.000 kilómetros de la Tierra. Con el Enterprise severamente dañado, Kirk ofrece entregar a Khan y los 72 tubos a cambio de la supervivencia de su tripulación. Marcus se niega, revelando que era su intención desde el principio destruir el Enterprise en su plan para deshacerse de los 73 superhumanos y empezar una guerra con los Klingon. El Vengeance se prepara para abrir fuego, pero sufre un corte de energía causado por Scotty, que se había infiltrado en la nave después de seguir las coordenadas dadas por Khan a Kirk. Kirk y Scotty se alían con Khan a bordo del Vengeance, donde toman el control del puente. Sintiendo que Khan es poco fiable, Kirk y Scott intentan incapacitarlo, pero son derrotados. Khan le explota la cabeza al almirante Marcus y toma el control del Vengeance.
Khan negocia con Spock entregar a Kirk y su equipo de abordaje de nuevo al Enterprise a cambio de los 72 torpedos, planeando destruir el Enterprise. Spock envía las vigas de los torpedos al Vengeance, manteniendo los criotubos en el Enterprise, después de haber aprendido del Spock original (la versión anterior de Spock) de su experiencia con Khan en sus paralelos plazos de antemano y que el precio de sus enfrentamiento fue muy alto. El Spock original revela que Khan era tiránico y que no se podía confiar en su línea de tiempo. Los torpedos incapacitan al Vengeance, y ambas naves dañadas comienzan a descender hacia la Tierra. En el área de ingeniería Scooty y Kirk se dan cuenta de que el núcleo Warp no puede arreglarse remotamente y para hacerlo debe ser manualmente reparado pero sería exponerse a una radiación que podría matar a un ser humano de manera instantánea, y Scotty le dice es una locura y Kirk le responde que no entrarán los dos y golpea a Scotty entrando al área radiactiva. 
Kirk realínea el núcleo warp del Enterprise, lo que permite que la tripulación recupere el control de la nave, pero sufre el fatal envenenamiento por radiación en el proceso. Mientras Kirk agoniza, Spock llega a la puerta del cuarto de radiación y conversan comentando cómo habían cambiado los papeles cuando Spock entrega los torpedos a Khan con las ojivas en cuenta atrás, esa manera de actuar de Kirk y sacrificarse uno para salvar a muchos era la lógica que Spock utilizaba (referencia de Star Trek II: la ira de Khan, donde Spock muere por un sacrificio igual). Mientras tanto Khan cambia la dirección de aterrizaje del Vengeance al centro de San Francisco, donde Spock (furioso por la muerte de Kirk) persigue Khan a pie. Mientras, un experimento de McCoy en un Tribble revela que la sangre de Khan contiene propiedades regenerativas que pueden reanimar a Kirk. Así McCoy pide que Kirk sea inmediatamente congelado criogénicamente para preservar su función cerebral. Mientras tanto, Uhura ayuda a Spock enfurecido en el sometimiento de Khan.
Posteriormente, Kirk es revivido y vuelve a ser el capitán del Enterprise. Khan es sellado en su cápsula criogénica y se almacena lejos con sus colegas. Cuando la película termina, una restaurada Enterprise sale para una misión de cinco años de exploración en el espacio.

## Reparto

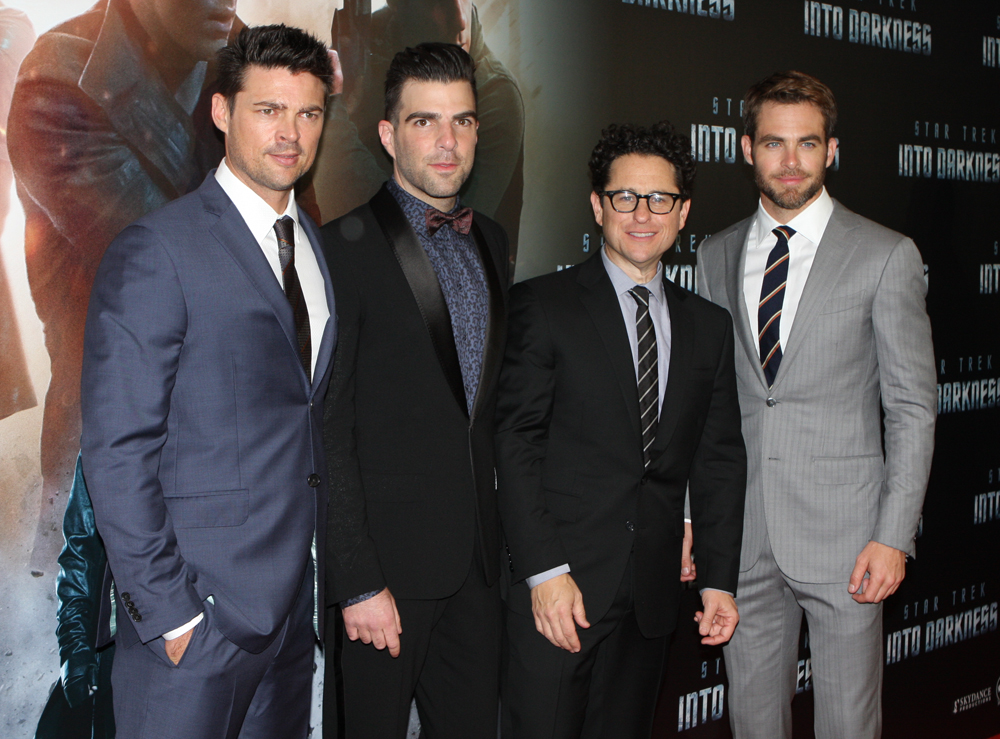
Karl Urban, Zachary Quinto, J. J. Abrams y Chris Pine.

- Chris Pine como Capitán James T. Kirk
- Zachary Quinto como Spock.
- Karl Urban como Dr. Leonard "Bones" McCoy.
- Zoe Saldaña como Nyota Uhura.
- Benedict Cumberbatch como Khan Noonien Singh, un superhumano modificado genéticamente al que se le dio la falsa identidad del comandante John Harrison.
- John Cho como Hikaru Sulu.
- Simon Pegg como Montgomery "Scotty" Scott.
- Bruce Greenwood como Almirante Christopher Pike.
- Anton Yelchin como Pavel Chekov.
- Alice Eve como la Dra. Carol Marcus.
- Nazneen Contractor como Rima Harewood.
- Peter Weller como el almirante Marcus, presidente encargado de la seguridad, villano secundario de la historia que oculta a los altos mandos de la Flota Estelar que él es el causante del despertar de Khan Noonieng Singh, para usar su información de avanzada y tácticas de guerra en contra de los Klingon.

Noel Clarke, Joseph Gatt, Anjini Taneja Azhar y Nolan North también están en el reparto, en papeles menores. Además, Heather Langenkamp participó en un papel pequeño. También nuevamente aparece en un cameo especial Leonard Nimoy como el Spock original.

## Producción

### Desarrollo
En junio de 2008, se informó que Paramount Pictures estaba interesada en contratar a JJ Abrams, Bryan Burk, Damon Lindelof, Alex Kurtzman y Roberto Orci, los productores de la película Star Trek de 2009, para una secuela.  En marzo de 2009, se informó que estos cinco productores habían acordado producir la película, con un guion escrito nuevamente por Orci y Kurtzman (con la adición de Lindelof). Se dijo que un guion preliminar estaría terminado para Navidad de 2009 para un estreno en 2011.  Kurtzman y Orci comenzaron a escribir el guion en junio de 2009, con la intención original de dividir la película en dos partes.  Leonard Nimoy, el Spock original que interpreta una versión mayor del personaje en la película de 2009, dijo que no aparecería en la película.  Se informó que Abrams estaba considerando a William Shatner para uno de los personajes de la secuela. 
Para 2010, se fijó la fecha de estreno para el 29 de junio de 2012,  y Lindelof anunció que había comenzado a trabajar en el guion con Kurtzman y Orci.  La preproducción se fijó para enero de 2011, aunque Burk afirmó que el rodaje probablemente comenzaría durante la primavera o el verano.  El actor Zachary Quinto afirmó posteriormente que estos informes eran falsos.  Lindelof comparó la secuela con Batman: El caballero de la noche. 
Abrams, Kurtzman y Orci comentaron que seleccionar un villano fue difícil; según Abrams, «el universo creado por Roddenberry es tan vasto que es difícil decir que algo en particular destaca». También hablaron sobre la posibilidad de Khan Noonien Singh y los klingon.  Kurtzman y Lindelof dijeron que habían «descompuesto» la historia (creado un esquema); en lugar de una secuela, será una película independiente.  Abrams admitió en diciembre de 2010 que, a pesar de sus esfuerzos, aún no había guion. 
En enero de 2011, Abrams dijo que no había decidido si dirigiría o no, ya que aún no había visto un guion.  Paramount Pictures se acercó a él y le pidió que la secuela fuera en 3D.  Abrams dijo que la película no se filmaría en 3D, sino que se filmaría en 2D y se convertiría durante la postproducción.  También estaba interesado en filmar en IMAX: "IMAX es mi formato favorito; soy un gran fan".  En febrero, Orci tuiteó que él (con Lindelof y Kurtzman) planeaba entregar el guion en marzo de 2011.  Aunque el guion no se terminó a tiempo, Paramount comenzó a financiar la preproducción;  circunstancias similares en la siguiente película de Jack Ryan significaron que Chris Pine filmaría primero la secuela de Star Trek.  Para abril, Orci dijo en WonderCon que el primer borrador del guion se había completado.  Abrams le dijo a MTV que cuando terminara su película, Super 8, dedicaría toda su atención a la secuela de Trek. 
Aunque se completó un guion, la incertidumbre con respecto al alcance de la participación de Abrams llevó a que la película se retrasara seis meses desde su estreno programado para junio de 2012.  Otros factores que impidieron el estreno, terminando retrasándolo aún más, fueron el alto presupuesto y la dificultad general de encontrar actores que encajaran en los roles. En junio, Abrams confirmó que su próximo proyecto sería la secuela, señalando que preferiría que la película fuera buena a que estuviera lista para su fecha de estreno programada.  Simon Pegg, quien interpretó a Scotty, dijo en una entrevista que pensaba que el rodaje comenzaría durante la última parte del año.  Abrams declaró que priorizaría la historia y los personajes de la película sobre una fecha de estreno temprana.  En septiembre, Abrams acordó dirigir la película, con el elenco de la película anterior repitiendo sus respectivos papeles para un estreno en invierno de 2012 o verano de 2013.  En octubre, Orci dijo que la búsqueda de locaciones estaba en marcha, y que una serie de cómics (de la cual Orci sería el director creativo) "presagiaría" la película.  A Into Darkness se le dio una fecha de estreno revisada de 2013,  y Michael Giacchino confirmó que volvería a escribir la banda sonora. 
Lindelof afirmó que Khan se consideraba un personaje que debían usar en algún momento, dado que "posee una gravedad tan intensa en el universo de Trek que probablemente habríamos invertido más energía en no incluirlo en esta película que al revés". Finalmente, se añadieron al guion referencias a Star Trek II: La Ira de Khan, pero Lindelof, Orci y Kurtzman "siempre desconfiaron de la línea entre un 'homenaje reimaginado' y una 'copia directa'".  Orci y Kurtzman afirmaron que querían una película que funcionara por sí sola y como secuela, sin usar ideas de obras anteriores de Star Trek simplemente "porque creen que a la gente le va a encantar". Orci señaló que, al intentar crear la "imagen gigantesca" que requiere una superproducción de verano, Kurtzman sugirió una escena en la que el Enterprise emerge del océano. Con eso como punto de partida, ellos (y Lindelof) idearon la apertura fría en Nibiru, que mezclaba acción y comedia y estaba aislada de la historia principal en un homenaje a En busca del arca perdida. 
Según informes, el actor Benicio del Toro había sido buscado para el papel del villano y se había reunido con Abrams para hablar del papel;  sin embargo, posteriormente desistió. En 2011, Alice Eve y Peter Weller aceptaron sus papeles.  El actor Noel Clarke aceptó un papel desconocido, del que se informó que era "un hombre de familia con esposa e hija pequeña".  Demián Bichir audicionó para el papel de villano, pero, según informó Variety el 4 de enero de 2012, Benedict Cumberbatch fue elegido.

### Rodaje
El rodaje de Into Darkness comenzó el 12 de enero de 2012, con fecha de estreno prevista para el 16 de mayo de 2013. El director de fotografía Dan Mindel rodó la película utilizando una combinación de película anamórfica de 35 mm y 15 cámaras IMAX de perforación.  Aproximadamente 30 minutos de la película se rodaron en formato IMAX,  mientras que otras escenas también se rodaron en 8 cámaras de perforación de 65 mm.  Into Darkness se estrenó en 3D. El 24 de febrero de 2012, aparecieron imágenes del rodaje del personaje de Benedict Cumberbatch en una pelea con Spock.  Edgar Wright dirigió una toma de la película.  La producción finalizó en mayo de 2012. 
El rodaje se realizó en locaciones de Los Ángeles, California, y en los alrededores del Laboratorio Nacional Lawrence Livermore en Livermore. También se filmaron en locaciones como los Estudios Paramount en Hollywood, los Estudios Sony Pictures en Culver City, la Catedral de Cristal en Garden Grove y la Mansión Greystone en Beverly Hills. Algunas tomas se realizaron en Islandia. 
Marc Okrand, el desarrollador del idioma klingon, proporcionó los diálogos en klingon con la ayuda de expertos en lenguaje construido durante el rodaje. El diálogo no tenía coherencia tras la edición, por lo que se construyó y dobló un nuevo diálogo durante la postproducción.

### Título
El 10 de septiembre de 2012, Paramount confirmó el título de la película como Star Trek Into Darkness.  Abrams había indicado que a diferencia de algunas de las películas anteriores de la franquicia, su segundo Star Trek no incluiría un número en su título.  Esta decisión se tomó para evitar repetir la numeración de la secuela que comenzó con Star Trek II: La ira de Khan, o hacer un salto confuso de Star Trek a Star Trek 12. Linderof abordó la lucha del equipo para ponerse de acuerdo sobre un título: "Ha habido más conversaciones sobre cómo lo vamos a llamar que lo que realmente se necesitó para filmarlo... No hay ninguna palabra que venga después de los dos puntos después de Star Trek que sea genial. No es que Star Trek: Insurrección o Primer Contacto no sean buenos títulos, es solo que todo lo que a la gente le desagrada cuando se trata de Trek está representado por los dos puntos".  De los títulos propuestos, bromeó diciendo que prefería Star Trek: Transformers 4 porque el título está "técnicamente disponible".

## Secuela
La secuela, Star Trek Beyond, se estrenó en 2016. Originalmente iba a ser dirigida de nuevo por J. J. Abrams, pero dejó la serie fílmica a raíz de dirigir Star Wars: Episodio VII - El despertar de la Fuerza. Fue inicialmente sustituido por el director Roberto Orci, quien dejó la película a raíz de diferencias creativas. Finalmente, el director de la película fue Justin Lin.